# Distretto di Chian Yai
Il distretto di Chian Yai (in thailandese: เชียรใหญ่) è un distretto (amphoe) della Thailandia, situato nella provincia di Nakhon Si Thammarat.